# 梅江 (韩江支流)

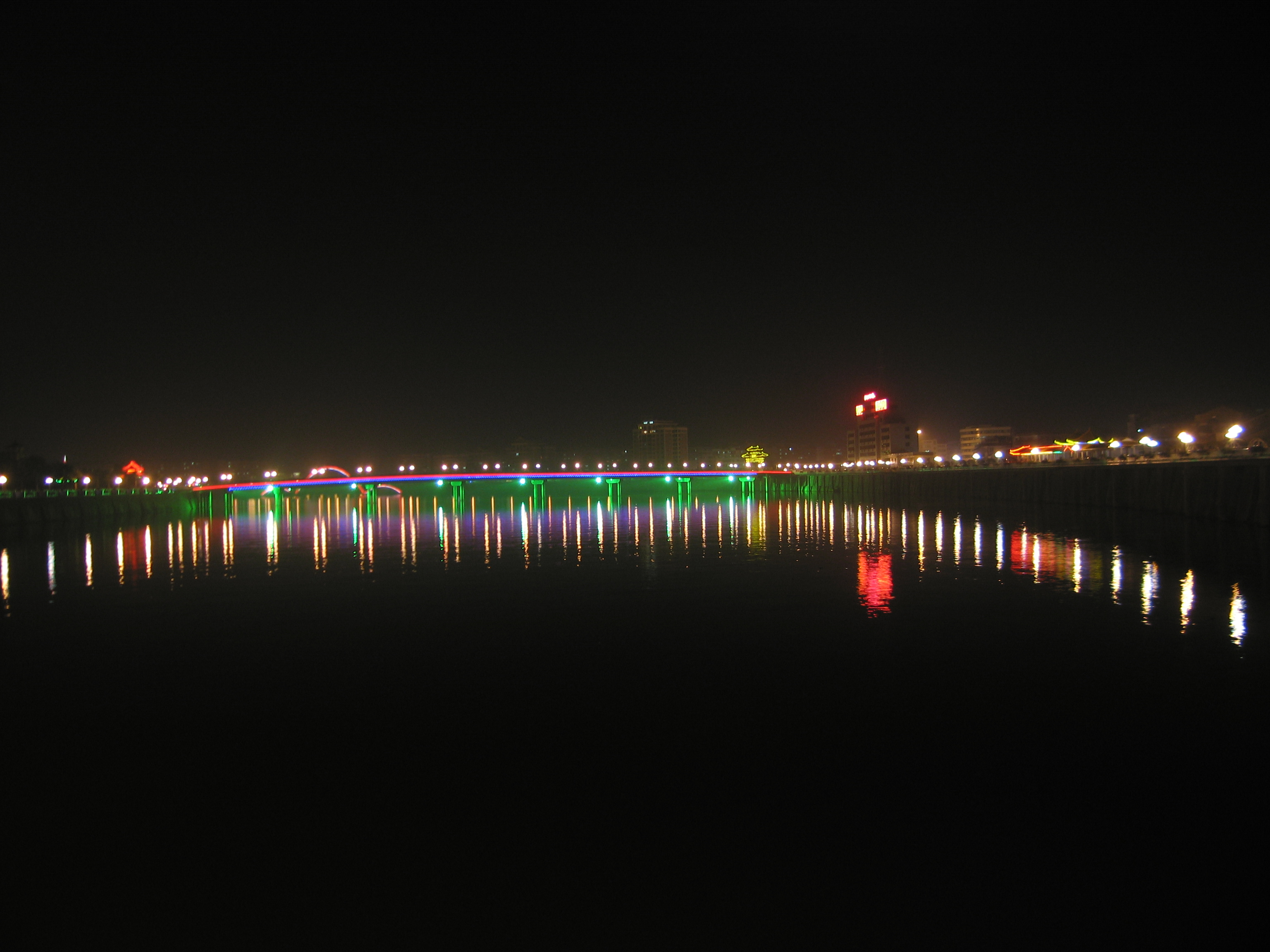
梅江夜景

梅江位于广东省东部，发源于河源市紫金县的七星峒，经五华、兴宁、梅县，于大埔三河坝汇入韩江，长约180公里，是韩江的两条主要支流之一，也是广东省十大河流之一。

## 流域
梅江流域包括河源市紫金县、梅州市五华县、兴宁市、梅县区、梅江区、大埔县，流域面积13929平方公里。
梅江是梅州市最主要的水系。

## 支流
梅江的支流主要有五华河、琴江河、宁江、程江、周溪河、石窟河、松源河、柚树河等。

## 汇入
梅江于大埔三河坝与汀江、梅潭河汇合，形成韩江。